# Ciao amici
Ciao amici fu la prima rivista musicale italiana esplicitamente dedicata ai giovani. La rivista era un settimanale ed entrò nelle edicole nel 1963 quando l'unico concorrente era il rotocalco generico di spettacolo Tuttamusica TV. Di li a poco nacquero invece le concorrenti dirette Big e Giovani, che rappresentano le prime esperienze di rivista specializzata sulla allora nascente musica rock e musica pop, dedicando particolare attenzione alle tendenze allora dominanti del rock and roll e della musica beat.

## Storia

### Contesto
Nella seconda metà degli anni '50, anche l'Italia vedeva la diffusione di nuove culture e nuovi codici di comportamento, spesso collegate alla presenza dell'esercito americano sul territorio italiano. E se Napoli fu la rampa di lancio per la nascente cultura rock and roll italiana, già prima della British invasion andava diffondendosi anche nella nostra nazione prima la musica yéyé e poi la nascente musica beat. Tale fenomeno, che unì culturalmente l'intera Europa, fece presto nascere la necessità di avere nuovi media e nuove testate dedicate ad una nuova fascia di mercato, quella dei giovani e dei movimenti giovanili. In questo contesto una delle prime riviste fu senza dubbio la francese Salut les copains (Filippachi Editirice) nata nel 1962 come organo su carta stampata dell'omonimo programma radiofonico in onda su Europe 1, che servi da modello per la futura editoria musicale anche in Italia.

### 1963: La nascita diCiao amici
Ciao amici nacque nel 1963 sulla falsariga di Salut les copains riprendendone il titolo e traducendolo in modo quasi letterale, e vedeva come direttore responsabile Guido Castaldo e come caporedattore Luciano Giacotto, allora responsabile dell'ufficio stampa della Ricordi. La casa editrice Ciao Amici s.r.l. aveva sede in via Borgogna n. 2 a Milano pubblicò così la prima rivista rivolta esplicitamente ai giovani e giovanissimi che con il dilagare a partire dal 1964 del beat in Italia, divenne anche un veicolo di diffusione di questa cultura musicale. Gli articoli sulle band oscillavano tra critica, cronaca e gossip, spesso con toni sensazionalistici. Tra i collaboratori vi erano Gianpiero Simontacchi e Gianni Minà, autore quest'ultimo della prima intervista italiana ai Beatles; in seguito arrivano Claus Di Vito e Maria Grazia Perini.
In questa prima fase, la rivista trascendeva solo raramente su argomenti politici, come nelle due inchieste di A.M. Mori "Politica, ne parleremo tra qualche anno" del n°9 del settembre 1964 ed "Il mondo ideale" nel n°3 del marzo 1965. Ciao amici era però spesso impegnato nel sostegno della categoria giovanile, anche pubblicando inchieste che ne sottolineava l'importanza ed il peso da un punto economico, come fece quando pubblicò nel n° 9 del 1 agosto 1965 l'articolo di F.P. Conte intitolato "Un mucchio di quattrini" che analizzava i dati di un'inchiesta sottolineando l'importanza del nuovo settore dei giovani come consumatori riportando dati dettagliati: "nelle tasche di 6.600.000 giovani italiani circolavano 250 miliardi di lire. Tolti 50 miliardi che mettevano da parte per comprare vespe e lambrette, gli altri 200 erano spesi annualmente nel seguente modo: per la musica 23,5 miliardi (12 per l'acquisto di 15 milioni di dischi, 5 per i giradischi, 6,5 per gettonare le canzoni nei juke box); consumi voluttuari (bibite, dolciumi, sigarette) 50 miliardi; cura della persona (abbigliamento, cosmetici, acconciature) 25 miliardi; mezzi di trasporto (motorette, biciclette, automobili) 22 miliardi; cultura, informazione e svago (libri, quotidiani, riviste illustrate, fumetti) 20,5 miliardi; spettacoli sportivi e cinematografici 21 miliardi; altre spese 38 miliardi". Solo dopo il 1965 la rivista iniziò a trattare più comunemente temi sociali e politici, spesso collegati al fenomeno del beat e dei "capelloni", sempre però sottolineando la distanza dalla politica attiva.
Inizialmente venne pubblicato con cadenza mensile, diventando poi quindicinale a partire dal numero 7 del luglio 1965, dopo il trasferimento della casa editrice Ciao Amici s.r.l. in via Vincenzo Monti 56.

### 1966:Ciao amicidiventa settimanale
Dal n° 5 del 7 marzo 1966, Ciao Amici diventa settimanale, e lo resterà fino alla chiusura della rivista avvenuta nel 1968.
Tra i molti festival di musica best che andavano sviluppandosi, Ciao Amici divenne partner del Torneo nazionale Rapallo Davoli, la cui prima edizione del 1966 vice la vittoria de I Corvi ed il secondo posto dei Mat 65. Una attività importante della rivista era poi rivolta al coordinamento degli incontri con i supporter di tutta Italia, che interagivano anche tramite la rubrica della posta. In questo senso Ciao Amici organizzò un importante incontro nazionale svoltosi il 1º ottobre 1966 a Torino, con 10.000 presenze da tutta Italia ed il concerto Il grande beat show / Ciao amici-Lancia con Pippo Baudo a presentare una lunga lista di gruppi musicali ed artisti come Equipe 84, New Dada, The Guitar Men, Dik Dik, Nomadi, Pooh, Fuggiaschi, Pops, I Longobardi, Da Polenta, Stormy Six e moltissimi altri sul palco con Dino, Riki Maiocchi, Little Tony, Roby Crispiano e Franco Rosi.
In questi anni, pur sottolineando continuamente che non intendeva "fare della politica", la rivista si trova spesso ad affrontare questo tema, come nell'aprile del 1966, quando esaltarono l'affermazione elettorale del Partito Laburista inglese, auspicando l'unificazione in Italia del Psdi e del Psi "in nome del progresso dei lavoratori, della giustizia sociale e della pacifica convivenza fra stati", o ancor più spesso trattando il tema della Guerra del Vietnam, come nell'articolo del n°40 del 2 novembre 1966 intitolato "Facciamo l'amore non la guerra" in cui si leggeva: "[...] ne abbiamo abbastanza [...] siamo la prima generazione nata fuori dal vaso. La goccia famosa. [...] Ci sono ragazzi [...] che devono piantare studi e famiglia per andare a combattere per qualcosa che non li riguarda, a uccidere gente che non hanno mai conosciuto [...] Adottiamolo anche noi il motto che circola in questi giorni e che la libreria Feltrinelli sta diffondendo: Facciamo l'amore non la guerra".
Dal numero 23 del 7 giugno '67 la casa editrice Ciao amici s.r.l. ribattezzò la rivista Ciao amici Fab, allegando al centro-pagina un poster degli artisti del momento, fino al numero 39 del 26 settembre '67 che segnò il passaggio alla casa editrice Balsamo ed il ripristino del nome originale. Infine, a partire dal n° 44, passò alle Edizioni Italeuropa s.r.l., con sede in via di Santa Costanza n. 24 a Roma, che pubblicheranno gli ultimi 5 numeri prima della fusione con Big, trasformandosi così in Ciao Big.

### 2012: IlNuovo Ciao amici
Dal dicembre del 2012, con direttore responsabile Dario Salvatori, la rivista ha ripreso le pubblicazioni con il nome di Nuovo Ciao Amici, diventando un bimestrale. Si tratta di un progetto diverso, non più legato alla contemporaneità ma alla cronaca del passato sociale e musicale ed al collezionismo. Tratta infatti del trentennio che intercorre dal 1950 al 1979 e tratta di musica ma non solo. Non esce in edicola ma solo per abbonamento.